# NGC 1598
NGC 1598 je galaksija u zviježđu Dlijetu.

## Vanjske poveznice
- SEDS: NGC 1598